# بيل والاس (لاعب كرة قدم أمريكية)
بيل والاس (بالإنجليزية: Bill Wallace)‏ هو لاعب كرة قدم أمريكية أمريكي، ولد في 21 يوليو 1912 في إل كامبو في الولايات المتحدة، وتوفي في 17 مايو 1993 في هيوستن في الولايات المتحدة.